# نیوکاسل (اکلاهما)
نیوکاسل(به انگلیسی: Newcastle) شهری در ایالت اکلاهما کشور ایالات متحده آمریکا است که جمعیت آن در سرشماری سال ۲۰۱۰ میلادی، ۷٬۶۸۵ نفر بوده‌است.